# Robur Tiboni Volley Urbino
Robur Tiboni Volley Urbino – żeński klub siatkarski z Włoch, założony w 1990 r. w Urbino. 
W sezonie 2011/2012 w drużynie występowała reprezentantka Polski, Katarzyna Skorupa.

## Sukcesy
- Puchar CEV:
  -  2011

## Polki w klubie
| Imię i nazwisko   | Lata gry  |
| ----------------- | --------- |
| Katarzyna Skorupa | 2011-2012 |

## Kadra

### Sezon 2011/2012
- 1.  Ivana Đerisilo-Stanković
- 2.  Candace Mc Namee
- 3.  Ilaria Garzaro
- 6.  Lise Van Hecke
- 7.  Jelena Blagojević
- 8.  Katarzyna Skorupa
- 10. Sofia Devatag
- 12. Francesca Gentili
- 13. Immacolata Sirressi
- 14. Lucia Crisanti
- 16. Valentina Tirozzi
- 18. Juliann Faucette

### Sezon 2012/2013
- 2.  Sofia Gombetti
- 3.  Chiara Negrini
- 4.  Ilijana Dugandžić
- 6.  Lise Van Hecke
- 7.  Valdonė Petrauskaitė
- 9.  Alice Santini
- 10. Laura Partenio
- 12. Francesca Gentili
- 13. Stefania Dall'Igna
- 14. Lucia Crisanti
- 15. Ilaria Angelelli
- 18. Kiesha Leggs

### Sezon 2013/2014
- 1.  Luna Carocci
- 2.  Sofia Giombetii
- 5.  Lisa Zecchin
- 7.  Chiara Negrini
- 8.  Jaimie Thibeault
- 9.  Alice Santini
- 11.  Danna Escobar
- 12.  Alessandra Casoli
- 13.  Olivera Kostić
- 15.  Bernarda Brčić
- 17.  Ludovica Guidi
- 18.  Kiesha Leggs

### Sezon 2014/2015
- 1.  Lisa Zecchin
- 2.  Giulia Agostinetto
- 3.  Eleonora Bruno
- 4.  Kyla Richey
- 5.  Lucia Fresco
- 6.  Marianna Vujko
- 7.  Alice Santini
- 9.  Monica Lestini
- 10.  Jessica Walker
- 11.  Hayley Spelman
- 13.  Veronica Giacomel
- 18.  Kiesha Leggs